# Glyptostrobus pensilis
Glyptostrobus pensilis, conosciuto in cinese come 水松 (Shuǐ sōng) ed in inglese come Chinese swamp cypress; il cipresso delle paludi cinese rimane l'ultima specie vivente del genere Glyptostrobus.
È nativa del sud-est della Cina subtropicale, con un areale che si estende dall'ovest del Fujian al sud-est dello Yunnan, con una presenza ridotta anche nel Vietnam e nel Laos.

## Descrizione

### Portamento
È un albero di dimensioni medio-grandi che può raggiungere i 30 m di altezza con un diametro del tronco fino a 1 m e anche di più.

### Foglie
Le foglie lunghe 5-20 mm e larghe 1-2mm sono decidue, disposte a spirale e arricciate alla base disponendosi così in due file orizzontali.

### Frutti
I frutti sono coni, lunghi 2-3 cm, con un diametro di 1-1,5 cm leggermente più ampi all'apice, carattere che gli conferisce una forma a pera. Si presentano di colore verde quando immaturi e a maturazione virano al giallo-marrone e si aprono rilasciando i piccoli semi alati della lunghezza di 5-20 mm.

## Distribuzione e habitat
Tipicamente cresce sulle rive dei fiumi, negli stagni e nelle paludi. Cresce in acque profonde fino a 60 cm e come il correlato genere Taxodium produce tubercoli radicali chiamati pneumatofori con il compito specifico di apportare ossigeno in caso di allagamento del terreno.
Ad oggi la specie risulta quasi estinta in natura a causa dell'eccessivo taglio per l'utilizzo del suo legno resistente ai marciumi; sono rimaste poche popolazioni spontanee lungo il delta del fiume Zhu Jiang nella provincia del Guangdong e recentemente è stata scoperta una popolazione spontanea nel Laos centrale.

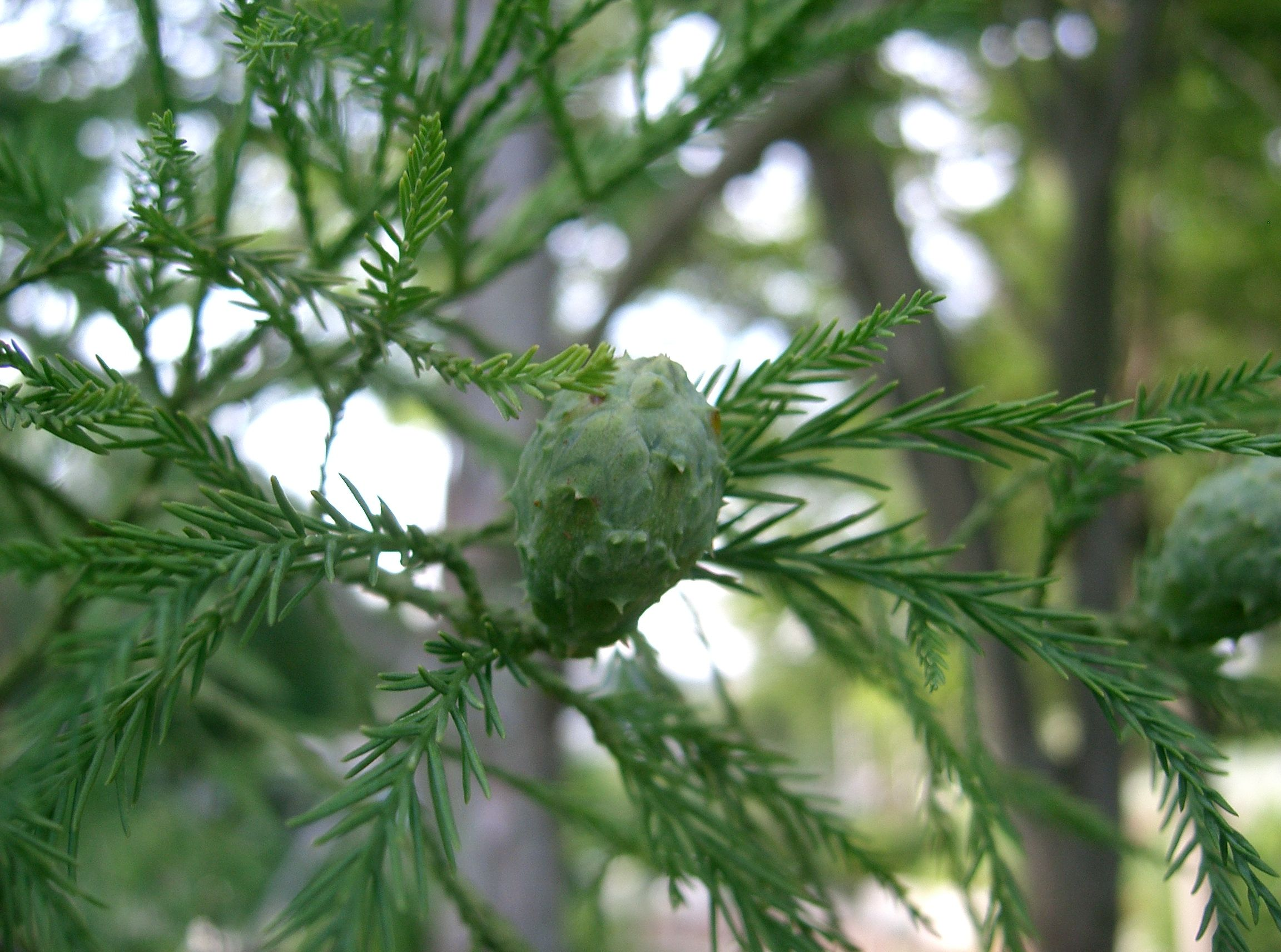
Coni immaturi
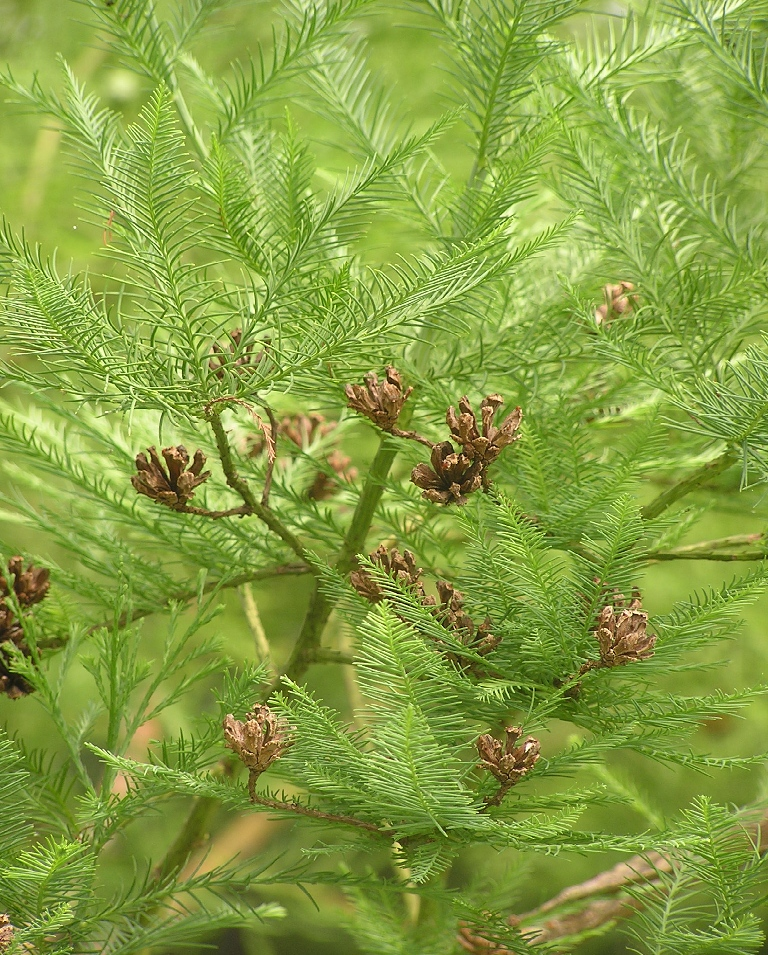
Coni maturi
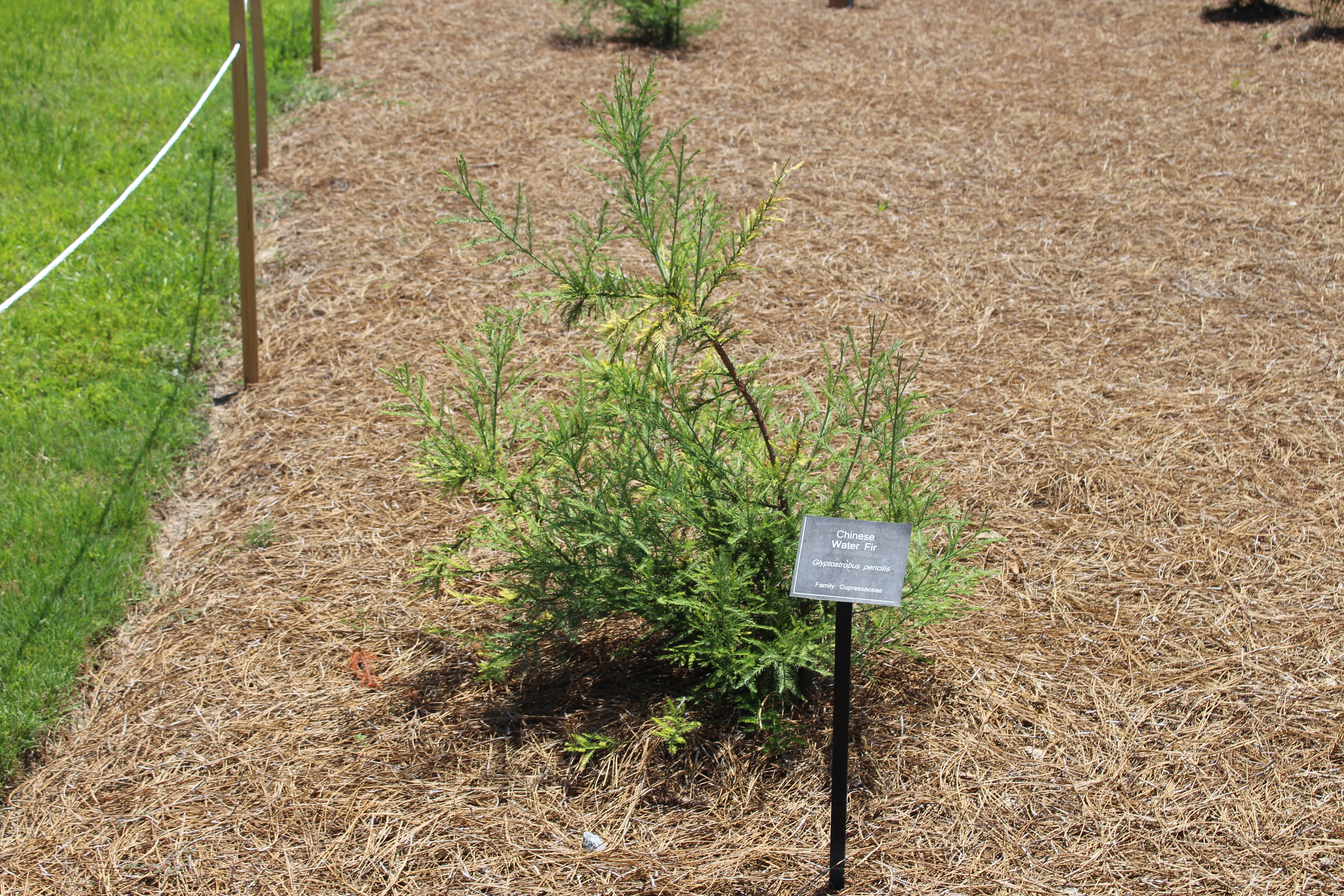
Piantina nel Coastal Georgia Botanical Gardens, US
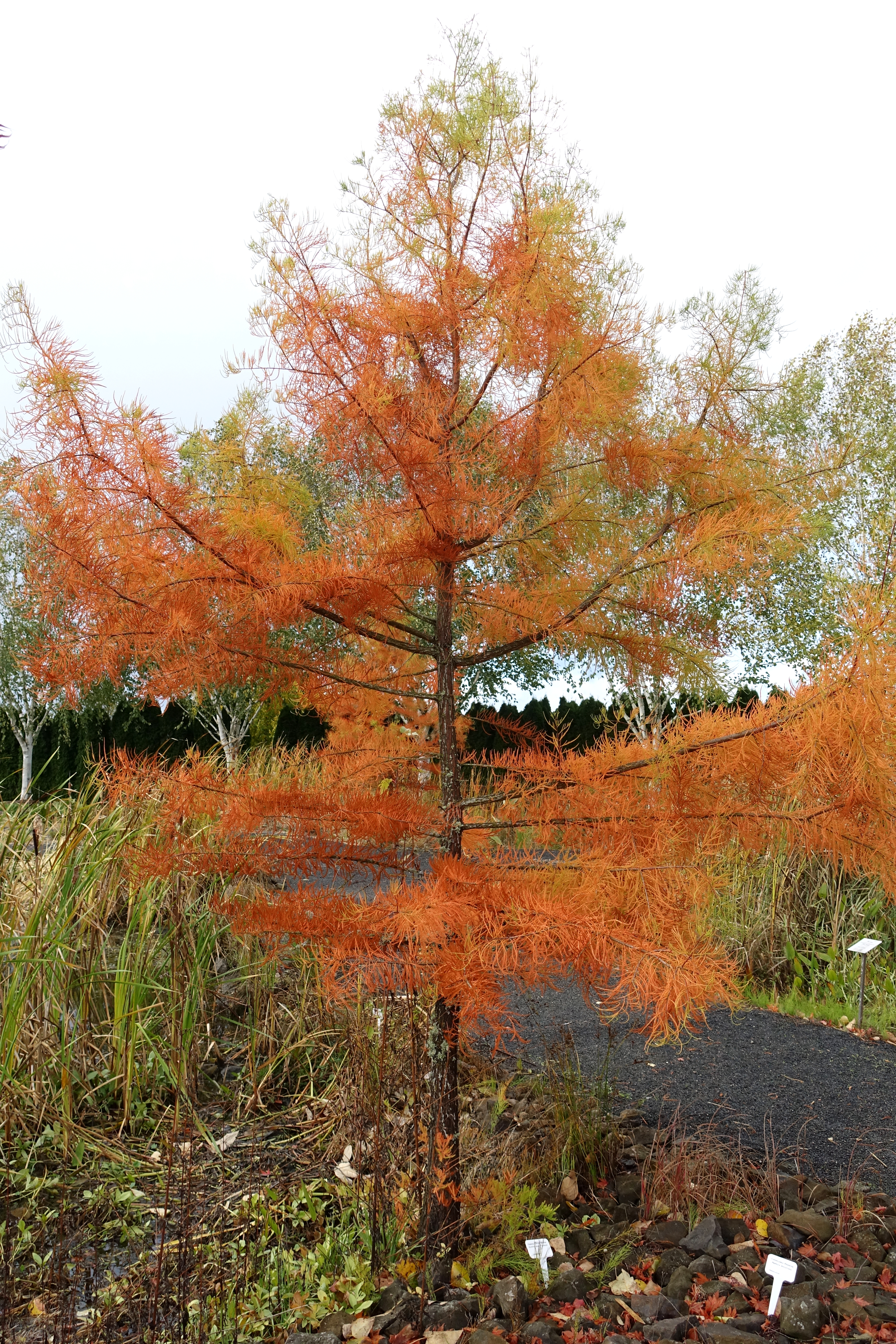
Giovane esemplare in autunno
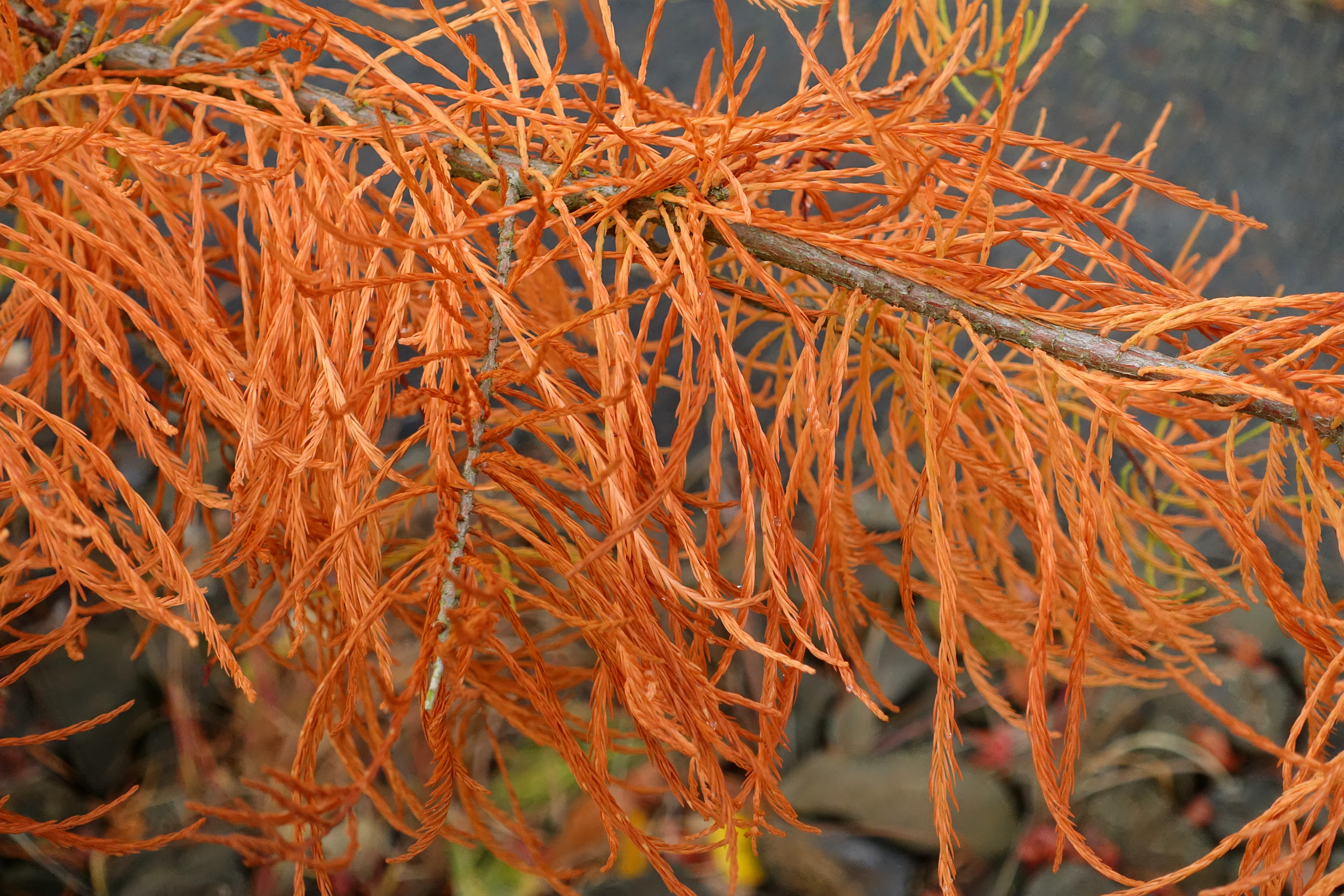
Primo piano del fogliame in autunno
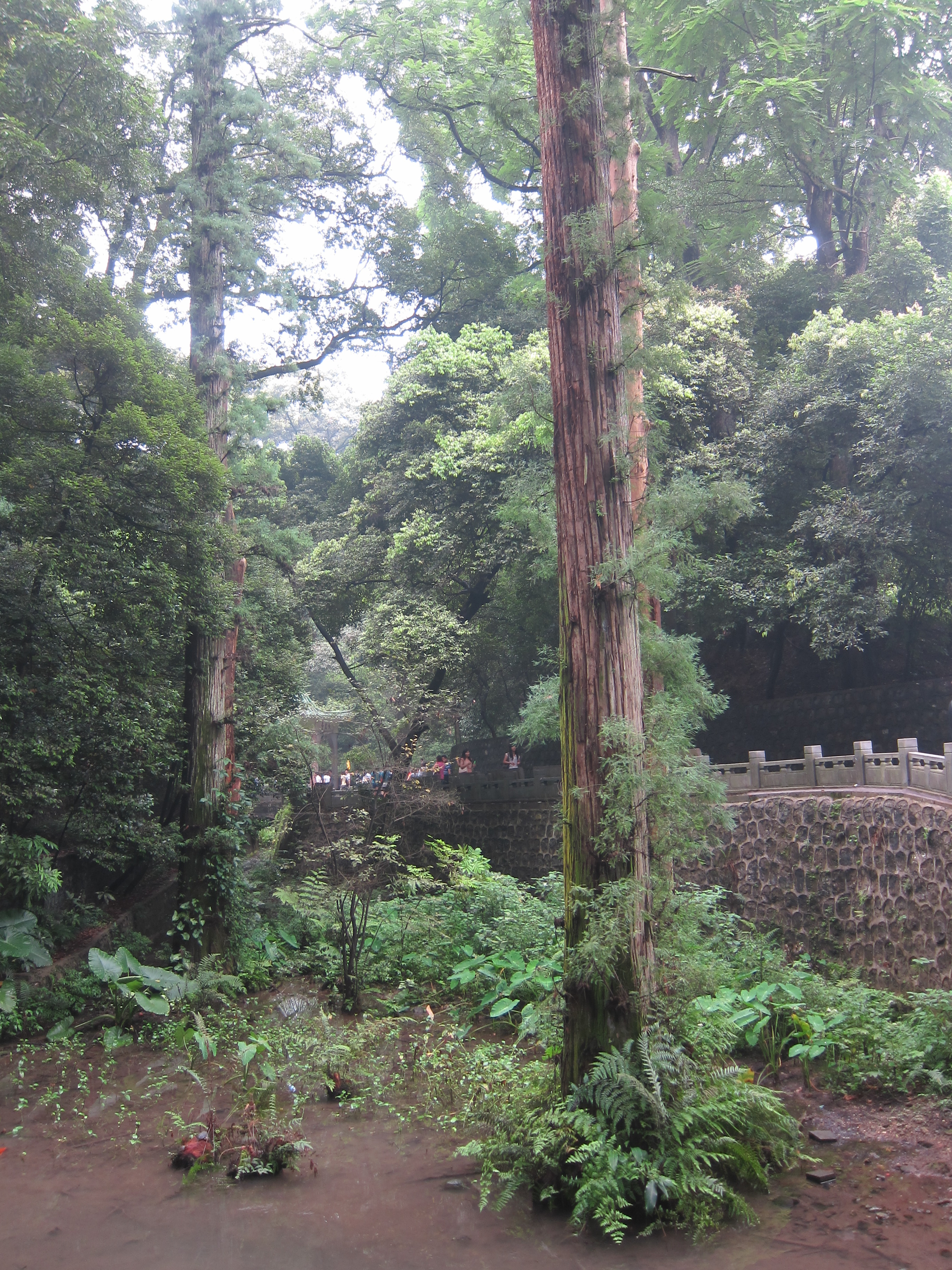
Esemplare di 400-500 anni nel Tempio di Nanhua
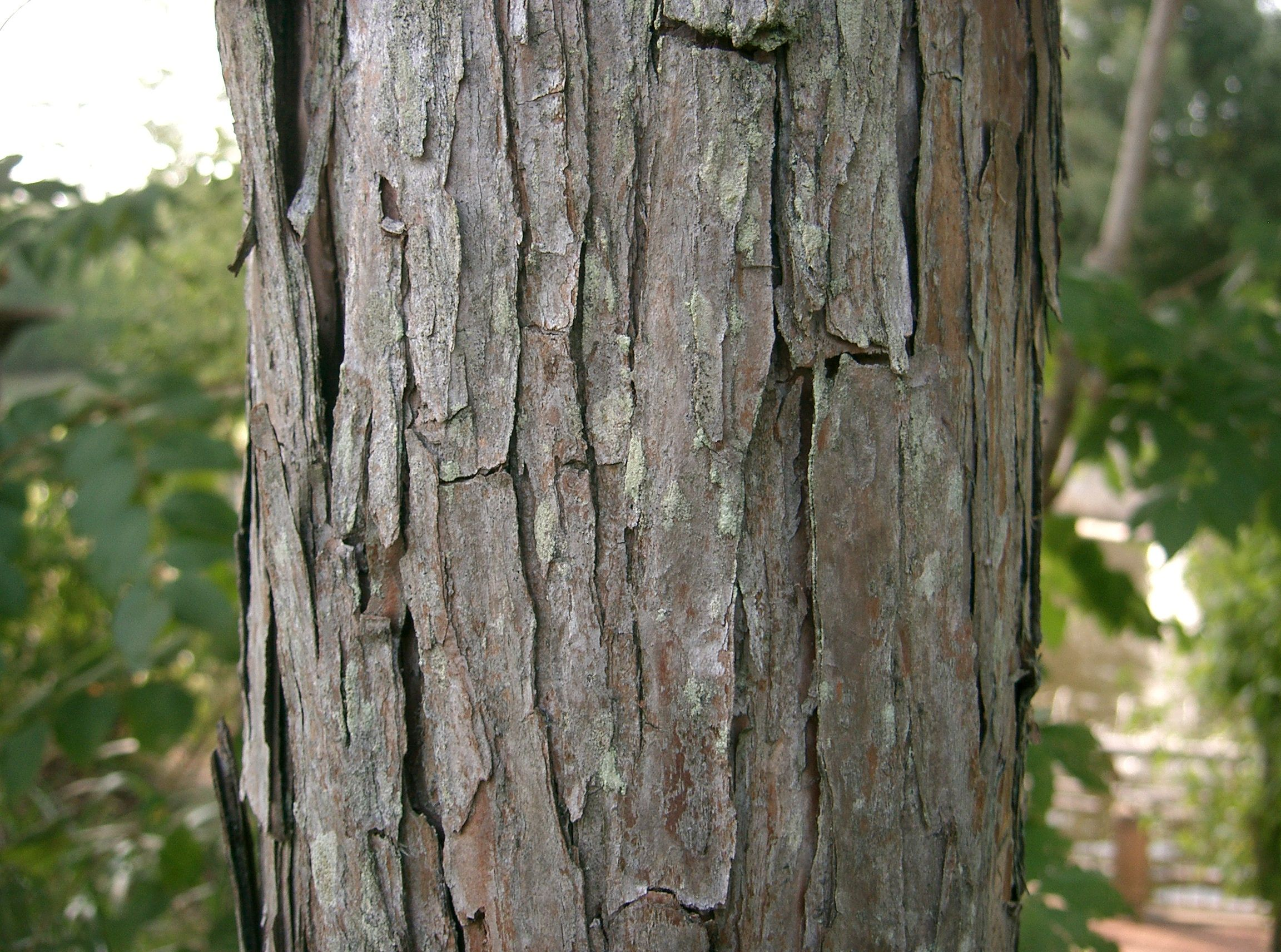
Corteccia di un esemplare adulto